# Ludobus
Il Ludobus è un mezzo mobile attrezzato con il quale animatori ludici, educatori, pedagogisti portano il gioco e l'attività ludico-educativa ovunque nel territorio: nei quartieri e nelle piazze delle grandi città, nelle comunità montane, nelle piccole frazioni di comuni estesi.
Il Ludobus può essere espressione di un lavoro di progettazione comune fra la pubblica amministrazione (comuni, province) e rappresentanti e organizzazioni del privato sociale (cooperative, associazioni) ; può essere espressione di aziende private e alle volte può anche essere diretta emanazione degli organismi pubblici.

## Storia
Nel 1969 in Inghilterra viene organizzato e messo in strada il primo Playbus. In Germania i primi Spielmobil nascono all'inizio degli anni '70,  con alcuni progetti sviluppati quasi in contemporanea a Monaco di Baviera, Colonia e Berlino.
L'idea del Ludobus è precedente, poiché negli Stati Uniti almeno si conoscono attività simili a partire dai primi anni del secondo dopoguerra. L'esperienza dei Ludobus tedeschi, molto significativa ed estesa, è senz'altro stata importante e decisiva per lo sviluppo di progetti analoghi  negli altri paesi europei, fra cui  l'Italia, la Spagna, la Francia e l'Est europeo.
A partire dagli anni '80 si sono create in tempi diversi le associazioni nazionali dei Ludobus: la National Playbus Association, NPA, nel 1988, nel Regno Unito; nel 1992 l'Associazione dei Ludobus di lingua tedesca, la BAG (Germania, Austria, Svizzera, Lussemburgo); nel 1998 ALI per Giocare (Associazione dei Ludobus Italiani) in Italia, che nel 2006 ha assunto il nome di Associazione Italiana dei Ludobus e delle Ludoteche. Le organizzazioni associate ad ALI per Giocare nel 2019, secondo il sito ufficiale dell'Associazione, sono 21, ma esistono anche diverse ed importanti realtà italiane ad essa non associate.

## Impiego e utilità
Il Ludobus può essere utile quando:
- gli spazi pubblici, le strade, le piazze, i parchi, i giardini ecc. e le strutture pubbliche, musei, biblioteche, impianti sportivi, ecc. vengono usati di nuovo dai bambini e ciò soprattutto nelle zone più deprivate dal punto di vista sociale e dove vivono molti bambini
- è possibile usufruire, anche per poco tempo, nuovi spazi e ambienti per il gioco (che non siano già di per sé spazi al gioco destinati);
- gli spazi di vita quotidiana vengono utilizzati come spazi di gioco e di apprendimento;
- nel tempo non dedicato alla scuola si hanno più opportunità di giocare liberamente;
- si desidera far capire, apprendere e far provare precisi obiettivi educativi come autonomia, organizzazione, determinazione, volontarietà, lavoro in gruppi;
- si vogliono mettere in pratica delle azioni aperte ai bambini, azioni educative da fare vivere con allegria, cariche di esperienze, avventure;
- viene inaugurato un nuovo luogo di incontro nel quartiere;
- i bambini gestiscono in autonomia il tempo libero e si assumono precise responsabilità;
- si sviluppa, anche grazie all'aiuto di genitori e adulti in genere, il senso di responsabilità per l'ambiente circostante, le proprie case e si attivano altre azioni, con o senza il Ludobus;
- il diritto al gioco viene promosso, difeso, comunicato e reso un valore a fronte di adulti "insofferenti", ricercando nuovi rapporti fra le generazioni e gli spazi condivisi
- i bambini vogliono giocare nei loro spazi quotidiani di vita;

## Esempi di progetti
- Il Ludobus come ludoteca itinerante
- Il Ludobus come promotore del recupero di cortili scolastici e di giardini
- Il Ludobus delle grandi ambientazioni (Es. I viaggi di Gulliver, Tim Burton e il suo cinema, Cavalli e cavalieri, Yellow Submarine)
- Il Ludobus come laboratorio mobile di manualità
- Il Multimediabus, Ludobus centro multimediale informativo itinerante
- Il Ludobus per la cittadinanza attiva dei ragazzi
- Il Ludobus come facilitatore sociale nei condomini delle case popolari
- L'Ecobus, Ludobus ecologico per la conoscenza delle energie rinnovabili
- Il Ludobus con programmi di gioco incentrati sulla fruizione e la produzione artistica